# Tvarožná Lhota
Tvarožná Lhota är en ort i Tjeckien.   Den ligger i distriktet Okres Hodonín och regionen Södra Mähren, i den sydöstra delen av landet, 250 km sydost om huvudstaden Prag. Tvarožná Lhota ligger 197 meter över havet och antalet invånare är 861.
Terrängen runt Tvarožná Lhota är kuperad åt sydost, men åt nordväst är den platt. Runt Tvarožná Lhota är det ganska tätbefolkat, med 58 invånare per kvadratkilometer. Närmaste större samhälle är Hodonín, 16,9 km väster om Tvarožná Lhota. Omgivningarna runt Tvarožná Lhota är en mosaik av jordbruksmark och naturlig växtlighet.